# Constellation (motor yacht)
 (janvier 2015).
 (janvier 2015).
Pour les articles homonymes, voir Constellation_(homonymie).
Le yacht Constellation est un des plus grands yachts à moteur de luxe privé du monde, construit en 1999 au chantier Oceanco aux Pays-Bas, et rénové en 2008.
L'architecture navale a été conçue par Oceanco Yachts.
En 2013, Constellation est le 66e plus grand yacht du monde, avec une longueur de 80 mètres.

## Caractéristiques
La coque du Constellation est en acier, tandis que sa superstructure est en aluminium, d'une longueur de 80 mètres pour une largeur de 12,98 m, d'un tirant d'eau de 4,21 m, le tout pour une jauge brute de 1 706 t. Son pont terrasse est en teck.
Motorisé par 2 moteurs diesel MTU d'une puissance totale de 16 320 ch, le yacht atteint une vitesse de croisière de 24 nœuds (44 km/h) avec une vitesse maximum de 28 nœuds (52 km/h) grâce à 2 hélices.
Le Constellation dispose des aménagements des yachts de luxe:stabilisateurs d'ancrage, jacuzzi intérieur, piscine, salle de sport, spa, cave à vin avec contrôle de climat et salle de dégustation mais aussi plusieurs hangars pour ranger les jets ski et le matériel de plongée[réf. nécessaire].